# Эвакуация дивизии Романы
Эвакуация дивизии Романы в августе 1808 года была военной операцией, в ходе которой дивизия войск, принадлежавших Королевству Испания, под командованием Педро Каро, 3-го маркиза де ла Романы, дезертировала из армии Первой французской империи. Испанские войска входили в состав имперских сил в Дании, которые находились под руководством маршала Жана-Батиста Бернадота. Большинство испанских войск были успешно переправлены британским флотом в Сантандер, Испания, чтобы сражаться с Францией в Пиренейских войнах, являющихся частью наполеоновских войн.
В 1807 году испанская Северная дивизия была отправлена в Северную Европу для участия в запланированном франко-датском вторжении в Швецию. Ранее верные союзу с Имперской Францией, в 1808 году испанские офицеры и солдаты узнали, что император Франции Наполеон I сверг испанского короля Карла IV и принца Фердинанда и посадил на испанский престол своего брата Жозефа Бонапарта. Англичане послали агента, который связался с Романой и узнал, что генерал согласен бежать из Дании. Они разработали секретный план эвакуации испанских войск британским флотом. Один кавалерийский и два пехотных полка не смогли уйти и остались во власти Наполеона. Но в августе 1808 года большинству подразделений удалось захватить датские суда и добраться до места встречи с военно-морским флотом Великобритании. В октябре 1808 года около 9 тыс. испанских солдат высадились в Сантандере и получили возможность сражаться с французами.

## Северная дивизия
В 1806 году Испания была союзником Первой французской империи императора Наполеона. Именно объединённый флот Франции и Испании был побеждён англичанами в Трафальгарской битве в 1805 году. В то время фаворитом испанского короля Карла IV был Мануэль Годой, имевший огромное влияние. В начале войны Четвёртой коалиции, в которой столкнулись Прусское королевство и Наполеон, Годой издал прокламацию, которая явно была нацелена против Франции, хотя враг там явно и не указывался. После решительной победы Наполеона в битве при Йене и Ауэрштедте Годой быстро отозвал прокламацию, но было уже слишком поздно. С этого момента Наполеон планировал расправиться со своим непостоянным союзником. Тем временем французский император вынудил Годоя и Карла IV выделить дивизию испанских войск для службы в Северной Европе.
В марте 1807 года 15 тыс. испанских солдат отправились в Северную Европу под командованием Педро Каро, 3-го маркиза де ла Романы. В дивизии было 14 батальонов пехотинцев и пять конных полков. Их первым пунктом назначения стал Гамбург. Подразделение Романы служило при маршале Гийоме Брюне во время осады Штральзунда, которая закончилась 20 августа 1807 года, когда шведский гарнизон покинул город. Брюн командовал войском в 40 тыс. военнослужащих из Франции, Голландского королевства, Королевства Италии, Великого княжества Баденского и прочих германских государств. В состав испанского контингента входило 9763 пехотинца, 2340 кавалеристов в 12 эскадронах, 324 артиллериста в четырёх лёгких артиллерийских батареях и 104 сапера. Защитники города потеряли 998 человек убитыми, ранеными, пропавшими без вести и умершими от болезней. Испанские потери неизвестны.
Зиму 1807—1808 годов Северная дивизия провела в шведской Померании, Мекленбурге и городах старой Ганзейской лиги. В начале 1808 года испанские войска вошли в Данию. По состоянию на 1808 год в каждом из линейных пехотных полков было по три батальона из четырёх рот. Каждый полк лёгкой пехоты состоял из одного батальона из шести рот. Кавалерийские полки насчитывали по пять эскадронов.
Северная дивизия перешла под командование маршала Жана-Батиста Бернадота, которому было поручено защищать юго-западный берег Балтийского моря. Помимо испанцев Романы, у маршала было 30 тыс. датских войск плюс французские и голландские части. Наполеон, чьи планы по захвату Испании уже зашли достаточно далеко, позаботился о том, чтобы испанские части были рассредоточены так, чтобы их было сложно собрать в одном месте. Кроме того, поблизости всегда были размещены датские войска.
Чтобы успокоить солдат, Наполеон увеличил зарплату офицерам и пообещал Романе Большой Крест Ордена Почётного легиона. Кроме того, чтобы польстить испанцам, Бернадот использовал испанский полк в качестве своего личного эскорта.
Весной французские власти начали перехватывать сообщения между Романой и испанским правительством. Тем не менее, они не смогли остановить испанского офицера, который прибыл в апреле с сообщением, в котором выражался протест против того, что из Испании было отправлено 15 сообщений, на которые от Северной дивизии не было получено ответа. Наконец, Романа и его офицеры узнали о захвате французами в марте Барселоны, Фигераса и Памплоны. Вскоре пришло известие о Мадридском восстании. Почти все офицеры и солдаты были в ярости от новостей, но понимали, что они окружены врагами и находятся далеко от дома. 24 июня Романа узнал, что Жозеф Бонапарт был провозглашен королем. Один из его штабных офицеров, Джозеф О’Доннелл, писал:
Чем больше они пытались убедить нас в том, что в Испании всё спокойно и что она наслаждается эпохой блаженства при Наполеоне, тем яснее мы предвидели кровавые раздоры и ту катастрофу, которая должна была последовать за этими невероятными событиями.

## Шпион
После начала Пиренейской войны британское правительство решило связаться с Северной дивизией, чтобы узнать, хотят ли её солдаты сражаться с Наполеоном. Власти проконсультировались с Франсиско Хавьером Кастаньосом, который заверил их, что испанские войска готовы на это. Поскольку британский военно-морской флот полностью доминировал в Балтийском море, у них была возможность забрать испанцев, если те смогут добраться до побережья. Но для начала нужен был агент, который не побоялся бы тайной полиции Наполеона и связался бы с Романой. К счастью, прежде чем отправиться командовать армией в Португалии и выиграть битву при Вимейру в августе 1808 года, сэр Артур Уэлсли предложил британскому министру иностранных дел Джорджу Каннингу именно такого человека.
Джеймс Робертсон был римско-католическим священником, который родился в Шотландии, но бо́льшую часть жизни провел в монастыре в Регенсберге, Германия. Он отправился в Англию, где устроился на работу наставником в аристократическую семью. Он сообщил Уэлсли, что готов служить британскому правительству в его борьбе против империи Наполеона. Каннинг связался с Робертсоном, который согласился участвовать в операции. Шпион был переправлен в Европу на корабле контрабандистов, который шел из Гельголанда в Бремерхафен. Обнаружив, что испанцев в окрестностях ганзейских городов уже нет, Робертсон отправился на север в Данию, выдавая себя за немецкого торговца шоколадом и сигарами, которые в то время были контрабандным товаром.
Робертсон добрался до Нюборга и предложил Романе свои шоколад и сигары, которые, как он знал, были особенно востребованы испанскими офицерами. Но как только он оказался наедине с испанским генералом, он рассказал ему о своей миссию. Он знал, что Романа может выдать его полиции Наполеона, и тогда он будет повешен как шпион. Сначала испанец считал Робертсона французским агентом, пытающимся проверить его лояльность. Наконец священник убедил Роману, что работает на британское правительство. Генерал признал, что очень встревожен своим положением и уверен в дурных намерения Наполеона в отношении Испании.
Затем шотландский священник раскрыл план по эвакуации Северной дивизии из Дании британским военно-морским флотом и высадке её в любом месте испанской империи по выбору Романы. Обсудив это со своим штабом, испанский генерал сообщил Робертсону о своём желании продолжить операцию. Вскоре после этого их план едва не потерпел неудачу — шотландца схватил датский патруль, когда тот пытался подать сигнал британскому военному кораблю у Фюна. Священник сумел убедить патруль отпустить его и позже успешно передал своё послание на британское судно. Наконец, командующий Балтийским флотом адмирал Ричард Гудвин Китс связался с Каннингом, и из Англии в Балтику отправились транспортные суда.

## Планы и побег
Романа посвятил в свой секрет нескольких доверенных подчинённых. Профранцузски настроенный бригадный генерал Хуан де Кинделан в Ютландии оставался в неведении. Чтобы эвакуация прошла успешно, Романа должен был сконцентрировать свои разбросанные войска и захватить близлежащие порты к тому моменту, когда британский флот будет рядом. Первоначальный замысел заключался в том, чтобы собрать все испанские войска в одном месте для грандиозного военного смотра, устроенного маршалом Бернадотом. Он не был осуществлён, потому что из Франции поступил приказ о том, что все испанские солдаты должны дать клятву верности королю Жозефу Бонапарту. Войска в Ютландии и Фюне приняли присягу, при этом их офицеры проигнорировали, что солдаты поклялись в верности принцу Фердинанду, а не Жозефу. Однако в Зеландии 31 июля состоялся полномасштабный мятеж, в ходе которого был убит адъютант генерала Франсуа Николя Фрирьона. На следующий день Астурийский и Гвадалахарский полки были окружены большим количеством датских войск и были вынуждены сдаться. После этого солдаты были интернированы небольшими группами.
Этот инцидент встревожил Бернадотта, но прежде чем он смог принять более решительные меры, до Романы дошло известие о том, что прибыл агент испанской хунты Рафаэль Лобо. Тот сообщил, что британский флот уже в пути, и испанский генерал передал своим подчинённым, что пришло время действовать. 7 августа испанские войска на Фюне захватили порт Нюборг. Единственное сопротивление оказали два датских судна в гавани — бриг Fama и меньший по размеру Søe-Ormen — которые были атакованы британским фрегатом и быстро подавлены. На следующий день солдаты в Ютландии реквизировали небольшие корабли во Фредерисии и Орхусе и отплыли на Фюн. Побег полков Infante, Rey и Zamora прошёл гладко, но полковник полка Algarve отказался подчиняться заговорщикам. В дело вмешался старший по званию капитан, но было уже слишком поздно. Наконец-то узнав о заговоре, Кинделан бросился в близлежащий французский лагерь и рассказал им, что происходит. Бригада голландских гусаров перехватила полк Algarve и заставила их сдаться; капитан покончил с собой.
К этому времени Романа собрал на Фюне 8 тыс. испанских солдат. Малочисленный датский контингент в Оденсе предусмотрительно оставил их в покое. С 9 по 11 августа испанцы переправились с Фюна на Лангеланн, где 1-й Каталонский полк одолел датский гарнизон. 9 тыс. испанских солдат Романы ждали на Лангеланне до 21 августа, когда наконец прибыл Китс с тремя линейными и несколькими другими военными кораблями. Китс переправил Северную дивизию в Гётеборг, Швеция, где их ожидало 37 морских транспортных судов. Эскадра отправилась в Сантандер, где они 11 октября высадили войска Романы. Пехотинцы немедленно приготовились к бою, а кавалеристы отправились в Эстремадуру за лошадями.

## Итог
Когда войска прибыли в Сантандер, Романа сформировал из пехоты 5-ю дивизию Галисийской армии и назначил командующим графа Сан-Романа. Дивизии было приказано присоединиться к армии Хоакина Блейка, но только 1-й Каталонский полк с 1066 солдатами прибыл вовремя, чтобы 29 октября 1808 года принять участие в битве при Панкорбо. 5-я дивизия сформировала арьергард армии во время последующего отступления. Погоня французов была настолько агрессивной, что Сан-Роман доложил командующему армией, что его вот-вот отрежут, поэтому 10 ноября Блейк решил принять бой. В двухдневной битве при Эспиноса-де-лос-Монтерос дивизия численностью 5294 человека отразила несколько французских атак в первый день и потеряла около 1 тыс. человек, включая Сан-Романа. Месяц спустя 5-я дивизия все ещё насчитывала 3953 штыка.
Солдаты из тех полков, которые не смогли сбежать, участвовали во французском вторжении в Россию и сражались в Бородинском сражении 7 сентября 1812 года. 2-й и 3-й батальоны полка Жозефа Наполеона составляли часть 2-й дивизии Луи Фриана из 1-го корпуса, в то время как 1-й и 4-й батальоны сражались в 14-й дивизии Жан-Батиста Бруссье из 4-го корпуса. Около 4 тыс. испанцев были захвачены во время отступления из России и были переданы британскому королевскому флоту в Кронштадте для репатриации в Испанию.